# 钱德拉·普拉喀什·麦纳里
钱德拉·普拉喀什·麦纳里（英語：Chandra Prakash Mainali，1951年8月22日—）是南亚国家尼泊尔的共产主义政治人物。

## 生平
从1965年起，麦纳里开始参与学生运动。1970年，麦纳里加入尼泊尔共产党。作为一名政治活动家，他的党龄和杰伊、苏巴斯、提毗、坎阐（Jay, Subhas, Devi and Kanchan）一样长。
1971年，麦纳里担任尼泊尔共产党查巴区区委员会的青年领袖。其他领导人是：拉达·克利须那·麦纳里（Radha Krishna Mainali）、麦纳里母亲、莫汉·钱德拉·阿迪卡里（Mohan Chandra Adhikari）。这个组织受到1965年5月西孟加拉国邦大吉铃县纳克萨巴里农民武装起义的激励，它的领袖是查鲁·马宗达（Charu Majumdar）。1971年5月，该组织建立自己的武装组织，杀死了地主和村庄士兵。
该组织的领袖在查巴起义中还没有理念支撑，麦纳里和他的追随者是一个独立组织。该组织中一些最随着被尼泊尔当局杀害或羁押了。但是，它仍然继续和贾帕当局进行政治斗争。
1975年，查巴起义参与者建立了“全尼泊尔共产主义革命委员会 (马列主义)”（All Nepal Communist Revolutionary Coordination Committee (Marxist-Leninist)）。1978年12月26日，该组织更名为“尼泊尔共产党 (马列主义)”（Communist Party of Nepal (Marxist-Leninist)），麦纳里担任该党的总书记。尼泊尔共产党 (马列主义)是一个地下共产党，而且实力弱小，但是仍然和地主阶级斗争。
尼泊尔共产党 (马列主义)的政治斗争和武装斗争成效见微。它不得不改变政治理念转向民主方向。麦纳里不再担任总书记，由贾哈拉·纳斯·克哈纳尔（Jhala Nath Khanal）接替。
之后，尼泊尔共产党 (马列主义)和尼泊尔共产党 (联合马列)（Communist Party of Nepal (Unified Marxist-Leninist)）合并。1994年，党首曼·莫汉·阿迪卡里（Man Mohan Adhikari）参与组建尼泊尔政府。麦纳里被提名为立法院发言人，但是，麦纳里被拉姆·钱德拉·普德尔（Ram Chandra Paudel）击败。麦纳里随后被任命为地方委员会总理。
1998年，尼泊尔共产党 (联合马列)分裂了。麦纳里和巴姆·提毗·高塔姆（Bam Dev Gautam）继续领导尼泊尔共产党 (马列主义)，他们加入了尼泊尔国会，领导人是柯瑞拉（G.P. Koirala）。1999年选举中，尼泊尔共产党 (马列主义)只得到了6.4%的选票，赢得一个席位。
2000年，尼泊尔共产党 (马列主义)党代会，巴姆·提毗·高塔姆（Bam Dev Gautam）担任该党的总书记。
2002年，尼泊尔共产党 (马列主义)和尼泊尔共产党 (联合马列)重新合并。麦纳里拒绝加入合并后的政党，自己建立了新政党尼泊尔共产党 (马列主义) (2002)，并且担任总书记。
2002年到2006年，尼泊尔爆发反政府运动，麦纳里担任尼泊尔左翼联合阵线（United Left Front）的领导人之一，他担任过该组织的主席。
2005年2月1日，麦纳里在家里被管制，2月25日被释放。
2007年1月，麦纳里就职于尼泊尔临时议会（interim parliament），并且担任尼泊尔临时议会的主席。
2008年，尼泊尔大选中，他也参加了选举。

## 拓展阅读
- 徐扬. . 《现代国际关系》. 2008, 12. ISSN 1000-6192.
- 徐扬. . 《当代世界社会主义问题》. 2008, 3: 47–56. ISSN 1001-5574.